# Serie B 1959-1960 (pallacanestro maschile)
Il campionato di Serie B di pallacanestro maschile 1959-1960 è stato il quinto dall'ultima riforma dei campionati.
Le squadre partecipanti sono suddivise in nove gironi da otto squadre ciascuno, su base territoriale, con partite di andata e ritorno, le prime classificate di ciascun girone saranno ammesse a partecipare a 3 concentramenti di 3 squadre ciascuno, le prime due classificate di questi concentramenti saranno promosse nella serie superiore. Nella prima fase le ultime 2 classificate (dei gironi completi) retrocederanno nei campionati di promozione
La vittoria valeva due punti, la sconfitta uno.

## Stagione regolare

### Girone A
|  |    | classifica finale 1959-1960 | Pt | G | V | P | GF | GS |
|  | -- | --------------------------- | -- | - | - | - | -- | -- |
|  | 1. | Oberdan Vigevano            |    |   |   |   |    |    |
|  | 2. | All'Onestà Milano           |    |   |   |   |    |    |
|  | 3. | Libertas Valenza            |    |   |   |   |    |    |
|  | 4. | Fulgor Omegna               |    |   |   |   |    |    |
|  | 5. | Ginnastica Torino           |    |   |   |   |    |    |
|  | 6. | Faini Vercelli              |    |   |   |   |    |    |
|  | 7. | Libertas Asti               |    |   |   |   |    |    |
|  | 8. | Canottieri Milano           |    |   |   |   |    |    |

- Si qualifica per le finali interzona: Oberdan Vigevano (dopo uno spareggio con All'Onestà Milano)
- Retrocedono: Libertas Asti e Canottieri Milano

### Girone B
|  |    | classifica finale 1959-1960 | Pt | G  | V  | P  | GF  | GS  |
|  | -- | --------------------------- | -- | -- | -- | -- | --- | --- |
|  | 1. | Pasta Combattenti Cremona   | 26 | 14 | 12 | 2  | 706 | 563 |
|  | 2. | Banco Ambrosiano Milano     | 25 | 14 | 11 | 3  | 625 | 496 |
|  | 3. | Fiera Milano                | 23 | 14 | 9  | 5  | 696 | 663 |
|  | 4. | C.S.I. Fidenza              | 22 | 14 | 8  | 6  | 607 | 561 |
|  | 5. | S.Albino Monza              | 20 | 14 | 6  | 8  | 639 | 654 |
|  | 6. | C.S.I. La Torre             | 19 | 14 | 5  | 9  | 693 | 760 |
|  | 7. | Nico Monza                  | 17 | 14 | 3  | 11 | 550 | 617 |
|  | 8. | Levissima Cantù B           | 16 | 14 | 2  | 12 | 562 | 743 |

### Girone C
Squadre partecipanti:
Lancia Bolzano;
Libertas Vicenza;
Petrarca Padova B;
Virtus Murano;
CRDA Monfalcone;
Virtus Imola;
Robur Ravenna;
Libertas Forlì;
- Si qualifica per le finali interzona: Virtus Imola (dopo uno spareggio con il Petrarca Padova B)
- Retrocedono: Virtus Murano; CRDA Monfalcone.

### Girone D
|  |    | classifica finale 1959-1960 | Pt | G  | V | P  | PtF | PtS |
|  | -- | --------------------------- | -- | -- | - | -- | --- | --- |
|  | 1. | CUS Pisa                    | 20 | 12 | 8 | 4  | 530 | 512 |
|  | 2. | Maurina Imperia             | 20 | 12 | 8 | 4  | 545 | 535 |
|  | 3. | Pallacanestro Lucca         | 19 | 12 | 7 | 5  | 501 | 450 |
|  | 4. | Juventus Pontedera          | 19 | 12 | 7 | 5  | 564 | 562 |
|  | 5. | Pegna Olimpia Firenze       | 18 | 12 | 6 | 6  | 554 | 501 |
|  | 6. | Cestistica Savonese         | 17 | 12 | 5 | 7  | 521 | 552 |
|  | 7. | Sport Club Sanremo          | 13 | 12 | 1 | 11 | 517 | 625 |

Squadra rinunciataria: Edera Genova
- Si qualifica per le finali interzona il Maurina Imperia dopo uno spareggio con il CUS Pisa

### Girone E
Squadre partecipanti:
Convitto Nazionale Assisi;
Robur Spoleto;
Sebastiani Rieti;
L'Aquila Rugby;
Libertas Teramo;
U.S. Campli;
Edera Macerata;
Basket Sangiorgese.
- Retrocedono: Libertas Teramo; Convitto Nazionale Assisi.

#### Spareggio primo posto
| Roma 6 marzo 1960 | Robur Spoleto | 55 – 43 | Basket Sangiorgese |  |

- Si qualifica per le finali interzona: Robur Spoleto

### Girone F
|  |    | classifica finale 1959-1960 | Pt | G  | V  | P | PtF | PtS |
|  | -- | --------------------------- | -- | -- | -- | - | --- | --- |
|  | 1. | MDA Roma                    | 20 | 10 | 10 | 0 | 448 | 388 |
|  | 2. | Libertas Viterbo            | 16 | 10 | 6  | 4 | 386 | 383 |
|  | 3. | CUS Roma                    | 15 | 10 | 5  | 5 | 444 | 411 |
|  | 4. | Virtus Siena                | 14 | 10 | 4  | 6 | 428 | 418 |
|  | 5. | Fulgor Firenze              | 14 | 10 | 4  | 6 | 378 | 386 |
|  | 6. | Cestistica Orvietana        | 11 | 10 | 1  | 9 | 329 | 427 |

Squadre rinunciatarie: Turritana Sassari e Basket Alghero

### Girone G
Squadre partecipanti:
Savoia Sassari;
Vis Nova Roma;
Pallacanestro Latina;
Libertas Maddaloni;
Fulgor Pozzuoli;
Fiamma Salerno
Scandone Avellino;
Fermi Salerno
Squadra rinunciataria: Pallacanestro Latina;
- Si qualifica per le finali interzona: Vis Nova Roma
- Retrocede: Fermi Salerno

### Girone H
|  |    | classifica finale 1959-1960 | Pt       | G  | V  | P  | GF  | GS  |
|  | -- | --------------------------- | -------- | -- | -- | -- | --- | --- |
|  | 1. | Libertas Benevento          | 25       | 14 | 11 | 3  | 575 | 345 |
|  | 2. | Cestistica Foggia           | 25       | 14 | 11 | 3  | 709 | 472 |
|  | 3. | Libertas Foggia             | 23       | 14 | 9  | 5  | 576 | 570 |
|  | 4. | Libertas Taranto            | 22       | 14 | 8  | 6  | 608 | 545 |
|  | 5. | Vasco Monopoli              | 21       | 14 | 7  | 7  | 555 | 595 |
|  | 6. | Dodaro Cosenza              | 19       | 14 | 5  | 9  | 528 | 583 |
|  | 7. | Libertas Matera             | 18       | 14 | 4  | 10 | 443 | 624 |
|  | 8. | Basket Potenza              | ritirata |    |    |    |     |     |

#### Spareggio primo posto
| Bari 13 marzo 1960 | Libertas Benevento | 58 – 49 | Cestistica Foggia |  |

### Girone I
|  |    | Classifica finale 1959-1960 | Pt | G  | V  | P  | PtF | PtS |
|  | -- | --------------------------- | -- | -- | -- | -- | --- | --- |
|  | 1. | Scalfaro Catanzaro          | 25 | 14 | 11 | 3  | 629 | 473 |
|  | 2. | Cestistica Palermitana      | 23 | 14 | 9  | 5  | 533 | 593 |
|  | 3. | Pallacanestro Siracusa      | 22 | 14 | 8  | 6  | 636 | 557 |
|  | 4. | Libertas Agrigento          | 21 | 14 | 7  | 7  | 562 | 543 |
|  | 5. | Valery Catanzaro            | 21 | 14 | 7  | 7  | 503 | 523 |
|  | 6. | Diana Comiso                | 21 | 14 | 7  | 7  | 457 | 525 |
|  | 7. | Libertas Ferrara Milazzo    | 17 | 14 | 3  | 11 | 563 | 641 |
|  | 8. | Libertas Messina (-1)       | 17 | 14 | 4  | 10 | 468 | 596 |

## Concentramenti finali promozione

### Girone A
| Asti 18 marzo 1960 | Virtus Imola | 58 – 53 | Oberdan Vigevano |  |

| Asti 19 marzo 1960 | Maurina Imperia | 48 – 47 | Virtus Imola |  |

| Asti 20 marzo 1960 | Oberdan Vigevano | 57 – 51 | Maurina Imperia |  |

|  |    | Classifica finale 1959-1960 | Pt | G | V | P | PtF | PtS |
|  | -- | --------------------------- | -- | - | - | - | --- | --- |
|  | 1. | Virtus Imola                | 3  | 2 | 1 | 1 | 105 | 101 |
|  | 2. | Oberdan Vigevano            | 3  | 2 | 1 | 1 | 110 | 109 |
|  | 3. | Maurina Imperia             | 3  | 2 | 1 | 1 | 99  | 104 |

### Girone B
| Ravenna 18 marzo 1960 | Pasta Combattenti Cremona | 51 – 44 | MDA Roma |  |

| Ravenna 19 marzo 1960 | Pasta Combattenti Cremona | 70 – 43 | Robur Spoleto |  |

| Ravenna 20 marzo 1960 | MDA Roma | 53 – 42 | Robur Spoleto |  |

|  |    | Classifica finale 1959-1960 | Pt | G | V | P | PtF | PtS |
|  | -- | --------------------------- | -- | - | - | - | --- | --- |
|  | 1. | Pasta Combattenti Cremona   | 4  | 2 | 2 | 0 | 121 | 87  |
|  | 2. | MDA Roma                    | 2  | 2 | 1 | 1 | 97  | 93  |
|  | 3. | Robur Spoleto               | 0  | 2 | 0 | 2 | 85  | 123 |

### Girone C
| Napoli 18 marzo 1960 | Vis Nova Basket Roma | 54 – 41 | Libertas Benevento |  |

| Napoli 19 marzo 1960 | Vis Nova Basket Roma | 78 – 33 | Scalfaro Catanzaro |  |

| Napoli 20 marzo 1960 | Libertas Benevento | 59 – 43 | Scalfaro Catanzaro |  |

|  |    | Classifica finale 1959-1960 | Pt | G | V | P | PtF | PtS |
|  | -- | --------------------------- | -- | - | - | - | --- | --- |
|  | 1. | Vis Nova Basket Roma        | 4  | 2 | 2 | 0 | 132 | 74  |
|  | 2. | Libertas Benevento          | 2  | 2 | 1 | 1 | 100 | 97  |
|  | 3. | Scalfaro Catanzaro          | 0  | 2 | 0 | 2 | 76  | 137 |

## Verdetti
- Promosse in serie A:  Virtus Imola; Oberdan Vigevano; Pasta Combattenti Cremona; MDA Roma; Vis Nova Roma; Libertas Benevento
- Retrocesse in promozione regionale:  - vedere sopra